# Ingo Schwichtenberg
Ingo "Mr. Smile" Schwichtenberg (Hamburg, Njemačka, 18. svibnja 1965. – 8. ožujka 1995.) bio je njemački bubnjar i jedan od osnivača njemačkog power metal sastava Helloween. Schwichtenberg je bio poznat po svojoj visokoj energiji tijekom bubnjanja. Kolege iz Helloweena dali su mu nadimak, "Mr. Smile", pošto je često bio sretan i nasmijan.
Schwichtenberg je izbačen iz sastava 1993. godine, tijekom turneje povodom objave albuma Chameleon. Schwichtenberg je čini se također bio nezadovoljan s glazbenim pravcem sastava, pa je čak izjavio da je nova pjesma s Chameleon albuma "Windmill", "sranje".
Nakon što je izbačen iz sastava, Schwichtenberg tonuo je sve dublje i dublje u svoje shizofrenične epizode, što je na kraju dovelo do njegova samoubojstva 1995. godine, tako što je skočio pred vlak. Schwichtenberga je u sastavu zamijenio Uli Kusch.
Njegov prijatelj Kai Hansen posvetio mu je pjesmu "Afterlife", s albuma Gamma Raya Land of the Free. Michael Kiske također je posvetio pjesmu "Always" Schwichtenbergu, koja se nalazi na njegovom prvom samostalnom albumu Instant Clarity. Također, Helloweenovu pjesmu "Step Out of Hell" s albuma Chameleon napisao je Roland Grapow, o Schwichtenbergovim problemima s alkoholom i drogama.

## Diskografija
Helloween
- Helloween (1985.)
- Walls of Jericho (1985.)
- Keeper of the Seven Keys, Part 1 (1987.)
- Keeper of the Seven Keys, Part 2 (1988.)
- Pink Bubbles Go Ape (1991.)
- Chameleon (1993.)

Doc Eisenhauer
- Alles Im Lack (1992.) - bubnjevi na pjesmi "Pharao"